# 태풍 우사기 (2018년)
태풍 우사기(USAGI)는 2018년 제29호 태풍이다. 우사기는 일본에서 제출한 이름으로 토끼자리를 의미한다.

## 개요
2018년 제29호 태풍 우사기는 11월 22일 오후 9시에 중심기압 1004hPa, 최대 풍속 18m/s, 강풍 반경 220km(북서쪽 반경), 크기 '소형'의 열대폭풍으로 베트남 호치민 동쪽 약 830km 부근 해상에서 발생하였다.(일본 기상청 태풍정보 속보치 기준) 발생 이후 서~서남서진하면서 급발달해서, 11월 24일 오후 3시에 베트남 호치민 동남동쪽 약 260km 부근 해상에서 중심기압 990hPa, 최대풍속 46m/s, 강풍 반경 250km(북쪽 반경)의 세력 '강', 크기 '소형'(일본 기상청 태풍정보 속보치 기준)의 태풍으로 최성기를 맞이하였다. 최성기 이후 서~서북서진하며 급약화되면서 11월 25일 오후 6시경 베트남 호치민 부근 해안에 994hPa, 최대풍속 23m/s의 세력으로 상륙한 이후 북서~북북서진하며 빠르게 급약화되어서 한국 기상청 기준으로는 11월 26일 오전 3시에 베트남 호치민 북동쪽 약 60km 부근 육상에서 중심기압 1002hPa의 열대저압부로 소멸하였다. 일본 기상청 기준으로는 11월 26일 오전 9시에 베트남 호치민 북서쪽 약 70km 부근 육상에서 중심기압 1006hPa의 열대저압부로 소멸하였다.

## 같이 보기
- 태풍 덴빈 (2017년)